# Xiangyang
|  | No s'ha de confondre amb Xianyang, Xingyang, Xinxiang, o Xinyang. |

Xiangyang (xinès: 襄阳, pinyin: Xiāngyáng) és una ciutat a nivell de prefectura al nord-oest de la província de Hubei, a la República Popular de la Xina, i la segona ciutat més poblada de la província.
El municipi fou creat l’any 1950 per la unió de Fancheng (centre comercial i port fluvial) i Xiangyang, o Xiangcheng, (centre administratiu, polític i cultural) i va ser conegut com a Xiangfan de 1950 a 2010. El que queda de l'antic Xiangyang es troba al sud del riu Han i conté una de les muralles de ciutat encara intactes més antigues de la Xina, mentre que Fancheng es troba al nord del riu Han. Ambdues ciutats van tenir un paper històric destacat en la història xinesa antiga i premoderna. Avui, la ciutat ha estat un objectiu d'inversió governamental i privada, ja que el país busca urbanitzar i desenvolupar les províncies de l'interior. El 2017, la població de la ciutat-prefectura era de 5,65 milions, dels quals 3,37 milions eren residents urbans.

## Història
Xiangyang es troba en un lloc estratègic al curs mitjà del riu Han i ha estat testimoni de diverses batalles importants en la història xinesa. El comtat de Xiangyang es va establir per primera vegada a la ubicació de l'actual Xiangcheng a principis de la dinastia Han occidental i el nom s'havia utilitzat contínuament durant més de 2.000 anys fins al segle xx.
En els últims anys de la dinastia Han oriental, Xiangyang es va convertir en la capital de la província de Jing (antiga Jingzhou). El senyor de la guerra Liu Biao va governar el seu territori des d'aquí. Sota el govern de Liu, Xiangyang es va convertir en una destinació important de l'elit del nord que fugia de la guerra a la Gran Plana Xinesa. A la batalla de Xiangyang l'any 191 dC, Sun Jian, que era un senyor de la guerra rival i pare de Sun Quan, fundador de Wu oriental, va ser derrotat i assassinat. L'àrea va passar a Liu Bei després de la mort de Liu Biao. Dues dècades més tard, la batalla de Fancheng, una de les batalles més importants a finals del període Han-Tres Regnes es va lliurar aquí, i va provocar la pèrdua de Jingzhou de Liu Bei.
Durant els primers anys de la dinastia Jin, Xiangyang es trobava a la frontera entre Jin i Wu oriental. Yang Hu, el comandant a Xiangyang, va ser recordat per la seva política de "pau fronterera". Es va permetre el comerç transfronterer i la pressió sobre l'exèrcit Jin es va alleujar molt. Finalment, Xiangyang va acumular subministraments suficients durant 10 anys, cosa que va tenir un paper clau en la conquesta de Wu per part de Jin.
A la dinastia Liu Song, després del tractat de Shaoxing, Xiangyang es va convertir en una ciutat de guarnició a la frontera nord de Song. Durant la conquesta mongol de la dinastia Song, Xiangyang juntament amb Fancheng van formar un dels majors obstacles contra l'expansió de l'Imperi Mongol. Van poder resistir durant sis anys abans de rendir-se finalment al setge de Xiangyang en 1273.
El 1796, Xiangyang va ser un dels centres de la Rebel·lió del Lotus Blanc contra la dinastia Qing. Aquí, el líder rebel Wang Cong'er va organitzar amb èxit un exèrcit rebel de 50.000 persones i es va unir a les principals forces rebels a Sichuan. La revolta va durar gairebé 10 anys i va marcar un punt d'inflexió en la història de la dinastia Qing.
El 1950, Xiangyang i Fancheng es van fusionar per formar la ciutat de Xiangfan. A finals del segle xx, es va convertir en un important centre de transport, ja que els ferrocarrils de Handan, Jiaoliu i Xiangyu es creuen a Fancheng. Els límits actuals de la ciutat es van establir el 1983 quan la prefectura de Xiangyang es va incorporar a la ciutat de Xiangfan. La ciutat va ser rebatejada a Xiangyang el 2010.

## Clima
Xiangyang té un clima subtropical humit de quatre estacions amb influència monsònica (Köppen Cfa), amb hiverns freds, humits (però relativament secs), i estius calorosos i humits.

## Administració
La ciutat de Xiangyang a nivell de prefectura administra 9 divisions a nivell de comtat, incloent 3 districtes, 3 ciutats a nivell de comtat i 3 comtats:
- Districte de Xiangzhou (襄州区)
- Districte de Xiangcheng (襄城区)
- Districte de Fancheng (樊城区)
- Ciutat de Zaoyang (枣阳市)
- Ciutat de Yicheng (宜城市)
- Ciutat de Laohekou (老河口市)
- Comtat de Nanzhang (南漳县)
- Comtat de Gucheng (谷城县)
- Comtat de Baokang (保康县)